# 白臀树燕
白臀树燕（学名：Tachycineta leucopyga）为燕科树燕属的迁徙鸟类，分布于南美洲。
此种繁殖地是在智利与巴塔哥尼亞, 迁徙至玻利維亞, 巴拉圭, 南里奥格兰德州
。